# Roy Engel
Roy Engel (St. Louis, 13 settembre 1913 – Burbank, 29 dicembre 1980) è stato un attore statunitense.
Ha recitato in oltre 100 film dal 1943 al 1977 ed è apparso in oltre 100 serie televisive dal 1952 al 1977. È stato accreditato anche con i nomi Roy Engels e Roy Engle.

## Filmografia

### Cinema
- The Heat's On, regia di Gregory Ratoff (1943)
- Ho sposato un demonio (Red, Hot and Blue), regia di John Farrow (1949)
- The Flying Saucer, regia di Mikel Conrad (1950)
- Due ore ancora (D.O.A.), regia di Rudolph Maté (1950)
- Jack il ricattatore (Shakedown), regia di Joseph Pevney (1950)
- La preda della belva (Outrage), regia di Ida Lupino (1950)
- L'assalto al treno postale (Wyoming Mail), regia di Reginald Le Borg (1950)
- La città del terrore (The Killer That Stalked New York), regia di Earl McEvoy (1950)
- Chicago Calling, regia di John Reinhardt (1951)
- Rogue River, regia di John Rawlins (1951)
- Missing Women, regia di Philip Ford (1951)
- The Man from Planet X, regia di Edgar G. Ulmer (1951)
- M, regia di Joseph Losey (1951)
- I Was a Communist for the FBI, regia di Gordon Douglas (1951)
- La legge del mare (Fighting Coast Guard), regia di Joseph Kane (1951)
- Il principe ladro (The Prince Who Was a Thief), regia di Rudolph Maté (1951)
- Delitto per delitto - L'altro uomo (Strangers on a Train), regia di Alfred Hitchcock (1951)
- Never Trust a Gambler, regia di Ralph Murphy (1951)
- La bambina nel pozzo (The Well), regia di Leo C. Popkin e Russell Rouse (1951)
- Ultimatum alla Terra (The Day the Earth Stood Still), regia di Robert Wise (1951)
- You Never Can Tell, regia di Lou Breslow (1951)
- I pirati di Barracuda (The Sea Hornet), regia Joseph Kane (1951)
- Carabina Williams (Carbine Williams), regia di Richard Thorpe (1952)
- Sangue sotto la luna (Without Warning!), regia di Arnold Laven (1952)
- Paula, regia di Rudolph Maté (1952)
- Difendete la città (The Sellout), regia di Gerald Mayer (1952)
- Confidence Girl, regia di Andrew L. Stone (1952)
- Thundering Caravans, regia di Harry Keller (1952)
- Il pugilatore di Sing Sing (Breakdown), regia di Edmond Angelo (1952)
- Zombies of the Stratosphere, regia di Fred C. Brannon (1952)
- It Grows on Trees, regia di Arthur Lubin (1952)
- Strano fascino (Strange Fascination), regia di Hugo Haas (1952)
- Something for the Birds, regia di Robert Wise (1952)
- Aquile tonanti (Thunderbirds), regia di John H. Auer (1952)
- Il mistero del castello nero (The Black Castle), regia di Nathan H. Juran (1952)
- L'avventuriero della Luisiana (The Mississippi Gambler), regia di Rudolph Maté (1953)
- Jungle Drums of Africa, regia di Fred C. Brannon (1953)
- Il mostro magnetico (The Magnetic Monster), regia di Curt Siodmak e, non accreditato, Herbert L. Strock (1953)
- Il muro di vetro (The Glass Wall), regia di Maxwell Shane (1953)
- I Love Melvin, regia di Don Weis (1953)
- Le ore sono contate (Count the Hours), regia di Don Siegel (1953)
- Confessione di una ragazza (One Girl's Confession), regia di Hugo Haas (1953)
- Prendeteli vivi o morti (Code Two), regia di Fred M. Wilcox (1953)
- Il risveglio del dinosauro (The Beast from 20,000 Fathoms), regia di Eugène Lourié (1953)
- Spettacolo di varietà (The Band Wagon), regia di Vincente Minnelli (1953)
- La spada di Damasco (The Golden Blade), regia di Nathan H. Juran (1953)
- La mia legge (I, the Jury), regia di Harry Essex (1953)
- Il grande incontro (Champ for a Day), regia di William A. Seiter (1953)
- Hanno ucciso Vicki (Vicki), regia di Harry Horner (1953)
- Thy Neighbor's Wife, regia di Hugo Haas (1953)
- Three Sailors and a Girl, regia di Roy Del Ruth (1953)
- Contrabbandieri a Macao (Forbidden), regia di Rudolph Maté (1953)
- Guerra tra i pianeti (Killers from Space), regia di W. Lee Wilder (1954)
- Dragon's Gold, regia di Jack Pollexfen e Aubrey Wisberg (1954)
- Agente federale X3 (Dangerous Mission), regia di Louis King (1954)
- Il terrore delle Montagne Rocciose (Siege at Red River), regia di Rudolph Maté (1954)
- La sete del potere (Executive Suite), regia di Robert Wise (1954)
- Il mostro delle nebbie (The Mad Magician), regia di John Brahm (1954)
- Gangsters in agguato (Suddenly), regia di Lewis Allen (1954)
- La straniera (Strange Lady in Town), regia di Mervyn LeRoy (1955)
- Spionaggio atomico (A Bullet for Joey), regia di Lewis Allen (1955)
- Amami o lasciami (Love Me or Leave Me), regia di Charles Vidor (1955)
- Il mostro dei mari (It Came from Beneath the Sea), regia di Robert Gordon (1955)
- Fratelli messicani (The Naked Dawn), regia di Edgar G. Ulmer (1955)
- I banditi del petrolio (The Houston Story), regia di William Castle (1956)
- Il prezzo della paura (The Price of Fear), regia di Abner Biberman (1956)
- L'uomo che uccise il suo cadavere (Indestructible Man), regia di Jack Pollexfen (1956)
- La legge del capestro (Tribute to a Bad Man), regia di Robert Wise (1956)
- Pistola nuda (Frontier Gambler), regia di Sam Newfield (1956)
- I violenti (Three Violent People), regia di Rudolph Maté (1956)
- Il vampiro del pianeta rosso (Not of This Earth), regia di Roger Corman (1957)
- Il cavaliere della tempesta (The Storm Rider), regia di Edward Bernds (1957)
- I pionieri del Wisconsin (All Mine to Give), regia di Allen Reisner (1957)
- Death in Small Doses, regia di Joseph M. Newman (1957)
- La folle evasione (Escape from San Quentin), regia di Fred F. Sears (1957)
- Sfida nella città morta (The Law and Jake Wade), regia di John Sturges (1958)
- Il colosso di New York (The Colossus of New York), regia di Eugène Lourié (1958)
- La giostra dell'amore (Joy Ride), regia di Edward Bernds (1958)
- Qualcuno verrà (Some Came Running), regia di Vincente Minnelli (1958)
- A Dog's Best Friend, regia di Edward L. Cahn (1959)
- Duello tra le rocce (Hell Bent for Leather), regia di George Sherman (1960)
- Svegliami quando è finito (Wake Me When It's Over, regia di Mervyn LeRoy (1960)
- Spartacus, regia di Stanley Kubrick (1960)
- The Flight That Disappeared, regia di Reginald Le Borg (1961)
- Mille donne e un caporale (The Sergeant Was a Lady), regia di Bernard Glasser (1961)
- Uno scapolo in paradiso (Bachelor in Paradise), regia di Jack Arnold (1961)
- The Three Stooges in Orbit, regia di Edward Bernds (1962)
- La ragazza più bella del mondo (Billy Rose's Jumbo), regia di Charles Walters (1962)
- Il muro dei dollari (Wall of Noise), regia di Richard Wilson (1963)
- Questo pazzo, pazzo, pazzo, pazzo mondo (It's a Mad Mad Mad Mad World), regia di Stanley Kramer (1963)
- Viva Las Vegas, regia di George Sidney (1964)
- Your Cheatin' Heart, regia di Gene Nelson (1964)
- Prendi i soldi e scappa (Take the Money and Run), regia di Woody Allen (1969)
- Io sono la legge (Lawman), regia di Michael Winner (1971)
- Blood Legacy, regia di Carl Monson (1971)
- Fuga da Hollywood (The Last Movie), regia di Dennis Hopper (1971)
- 2002: la seconda odissea (Silent Running), regia di Douglas Trumbull (1972)
- Il pirata dell'aria (Skyjacked), regia di John Guillermin (1972)
- Quando le leggende muoiono (When the Legends Die), regia di Stuart Millar (1972)
- Charley e l'angelo (Charley and the Angel), regia di Vincent McEveety (1973)
- Rabbiosamente femmine (The Jezebels), regia di Jack Hill (1975)
- Kingdom of the Spiders, regia di John 'Bud' Cardos (1977)

### Televisione
- Le inchieste di Boston Blackie (Boston Blackie) – serie TV, episodio 1x20 (1952)
- Rebound – serie TV, un episodio (1952)
- I Led 3 Lives – serie TV, un episodio (1953)
- Ramar of the Jungle – serie TV, un episodio (1953)
- Joseph Schildkraut Presents – serie TV, un episodio (1953)
- General Electric Theater – serie TV, un episodio (1953)
- Your Favorite Story – serie TV, un episodio (1954)
- Mr. District Attorney – serie TV, un episodio (1954)
- The Lone Wolf – serie TV, un episodio (1954)
- The Whistler – serie TV, episodio 1x03 (1954)
- The Cisco Kid – serie TV, un episodio (1954)
- Fireside Theatre – serie TV, un episodio (1955)
- Crown Theatre with Gloria Swanson – serie TV, un episodio (1955)
- Stage 7 – serie TV, episodio 1x17 (1955)
- The Man Behind the Badge – serie TV, un episodio (1955)
- Screen Directors Playhouse – serie TV, episodio 1x06 (1955)
- La pattuglia della strada (Highway Patrol) – serie TV, un episodio (1955)
- Ford Star Jubilee – serie TV, un episodio (1956)
- Frida (My Friend Flicka) – serie TV, episodio 1x27 (1956)
- Schlitz Playhouse of Stars – serie TV, 4 episodi (1953-1956)
- Ride the High Iron – film TV (1956)
- You Are There – serie TV, 8 episodi (1953-1957)
- The Adventures of Jim Bowie – serie TV, un episodio (1957)
- Date with the Angels – serie TV, 8 episodi (1957-1958)
- Sheriff of Cochise – serie TV, 6 episodi (1956-1957)
- The Court of Last Resort – serie TV, episodio 1x12 (1957)
- State Trooper – serie TV, un episodio (1957)
- The Veil – miniserie TV, un episodio (1958)
- The Walter Winchell File – serie TV, un episodio (1958)
- Whirlybirds – serie TV, un episodio (1958)
- Cheyenne – serie TV, un episodio (1958)
- Trackdown – serie TV, 2 episodi (1957-1958)
- Suspicion – serie TV, un episodio (1958)
- The Millionaire – serie TV, un episodio (1958)
- Tales of Wells Fargo – serie TV, un episodio (1958)
- Frontier Doctor – serie TV, un episodio (1958)
- Lawman – serie TV, un episodio (1958)
- I racconti del West (Zane Grey Theater) – serie TV, 3 episodi (1957-1958)
- Il tenente Ballinger (M Squad) – serie TV, un episodio (1959)
- Northwest Passage – serie TV, un episodio (1959)
- The Texan – serie TV, episodio 1x20 (1959)
- Bat Masterson – serie TV, un episodio (1959)
- Tombstone Territory – serie TV, un episodio (1959)
- The Restless Gun – serie TV, episodi 2x20-2x29 (1959)
- Sugarfoot – serie TV, episodi 1x20-2x17 (1958-1959)
- Black Saddle – serie TV, un episodio (1959)
- Border Patrol – serie TV, un episodio (1959)
- Tightrope – serie TV, un episodio (1959)
- The Deputy – serie TV, un episodio (1959)
- Bronco – serie TV, un episodio (1959)
- Rescue 8 – serie TV, episodio 2x17 (1960)
- Colt .45 – serie TV, un episodio (1960)
- Maverick – serie TV, 3 episodi (1958-1960)
- Carovane verso il west (Wagon Train) – serie TV, 2 episodi (1958-1960)
- Coronado 9 – serie TV, un episodio (1960)
- Letter to Loretta – serie TV, un episodio (1960)
- Laramie – serie TV, un episodio (1960)
- The Barbara Stanwyck Show – serie TV, un episodio (1960)
- Assignment: Underwater – serie TV, un episodio (1960)
- Ricercato vivo o morto (Wanted: Dead or Alive) – serie TV, episodio 3x25 (1961)
- Le leggendarie imprese di Wyatt Earp (The Life and Legend of Wyatt Earp) – serie TV, un episodio (1961)
- Have Gun - Will Travel – serie TV, 5 episodi (1958-1961)
- Shannon – serie TV, un episodio (1962)
- I detectives (The Detectives) – serie TV, episodi 2x24-3x07-3x13 (1961-1962)
- Bus Stop – serie TV, episodi 1x10-1x24 (1961-1962)
- Scacco matto (Checkmate) – serie TV, episodio 2x25 (1962)
- Dennis the Menace – serie TV, un episodio (1962)
- Io e i miei tre figli (My Three Sons) – serie TV, episodio 2x28 (1962)
- Alcoa Premiere – serie TV, un episodio (1962)
- The Dick Powell Show – serie TV, episodio 2x08 (1962)
- Stoney Burke – serie TV, un episodio (1962)
- Saints and Sinners – serie TV, un episodio (1962)
- Gli intoccabili (The Untouchables) – serie TV, 3 episodi (1959-1963)
- Gli uomini della prateria (Rawhide) – serie TV, 3 episodi (1962-1964)
- Get Smart – serie TV, un episodio (1966)
- Perry Mason – serie TV, 2 episodi (1958-1966)
- Il mio amico marziano (My Favorite Martian) – serie TV, 5 episodi (1965-1966)
- Corri e scappa Buddy (Run Buddy Run) – serie TV, episodio 1x06 (1966)
- Pistols 'n' Petticoats – serie TV, un episodio (1966)
- Il fuggiasco (The Fugitive) – serie TV, un episodio (1967)
- Gli invasori (The Invaders) – serie TV, un episodio (1967)
- The Lucy Show – serie TV, un episodio (1968)
- The Andy Griffith Show – serie TV, 8 episodi (1962-1968)
- Dragnet 1967 – serie TV, un episodio (1968)
- Al banco della difesa (Judd for the Defense) – serie TV, 2 episodi (1967-1968)
- Il grande teatro del west (The Guns of Will Sonnett) – serie TV, un episodio (1968)
- Lancer – serie TV, episodio 1x07 (1968)
- The Good Guys – serie TV, un episodio (1969)
- Selvaggio west (The Wild Wild West) – serie TV, 6 episodi (1966-1969)
- La signora e il fantasma (The Ghost & Mrs. Muir) – serie TV, un episodio (1969)
- I nuovi medici (The Bold Ones: The New Doctors) – serie TV, un episodio (1969)
- Lassie – serie TV, 5 episodi (1961-1969)
- Arrivano le spose (Here Come the Brides) – serie TV, un episodio (1969)
- Death Valley Days – serie TV, 12 episodi (1959-1970)
- Reporter alla ribalta (The Name of the Game) – serie TV, un episodio (1970)
- Daniel Boone – serie TV, un episodio (1970)
- Bonanza – serie TV, 18 episodi (1959-1970)
- Adam-12 – serie TV, un episodio (1970)
- Mannix – serie TV, 2 episodi (1968-1970)
- Il virginiano (The Virginian) – serie TV, 19 episodi (1963-1970)
- The Last Child – film TV (1971)
- Missione Impossibile (Mission: Impossible) – serie TV, 2 episodi (1968-1972)
- A tutte le auto della polizia (The Rookies) – serie TV, un episodio (1972)
- Gunsmoke – serie TV, 11 episodi (1956-1972)
- F.B.I. (The F.B.I.) – serie TV, 8 episodi (1966-1974)
- Barnaby Jones – serie TV, un episodio (1974)
- Una famiglia americana (The Waltons) – serie TV, un episodio (1974)
- The Amazing Howard Hughes – film TV (1977)

## Doppiatori italiani
- Bruno Persa in Qualcuno verrà,